# Ézsaiás Budai
Ézsaiás Budai (Pér, 7 de mayo de 1760-Debrecen, 14 de julio de 1841) fue un filólogo, pedagogo, teólogo protestante y escritor húngaro.

## Biografía
Budai provenía de una familia noble húngara. Su tío Budai Ferenc (1760-1802) también fue pastor protestante y autor de un léxico científico histórico publicado póstumamente por su sobrino. Ézsaiás Budai estudió en la Universidad Reformada, precursora de la Universidad de Debrecen. De 1792 a 1794 asistió a clases con Christian Gottlob Heyne, Christoph Meiners, August Ludwig von Schlözer y Ludwig Timotheus Spittler, con quien siempre se mantuvo en contacto por correspondencia. Después de un viaje a los Países Bajos e Inglaterra, por un corto tiempo fue profesor de filosofía en la Universidad de Göttingen antes de consagrarse a sus estudios religiosos. 

## Obra
- Commentatio de causis culturae tardius ad aquilonares quam ad australes Europae regiones propagatae (Göttingen 1794)
- God. Hasse Liber de causis stili latini (Debrecen 1799)
- Közönséges historia (Debrecen 1800)
- Régi tudós világ historiája (Debrecen 1802)
- Deák nyelv kezdete példákban (Debrecen 1804)
- Ratio institutiones (Debrecen 1807)
- Magyaroszág historiájav (Debrecen 1807)
- Régi római v. deák irók élete (Debrecen 1814)
- Propaedeumata Theologiae Christ (Debrecen 1817)
- Christ. Cellarii latinitatis probatae et exercitae liber memorialis. Cum interpretatione hung. etc (Debrecen 1831)